# Anatolios von Laodicea
Anatolius von Laodicea (griechisch: Ανατόλιος, auch bekannt als Anatolius von Alexandria, * um 220 in Alexandria; † um 282 in Laodicea in Syria) war ein griechischer Mathematiker und Aristoteliker. In AD 268 wurde er Bischof von Laodicea. Anatolius war auch ein großer Computist. Um AD 260 erfand er den allerersten Metonischen 19-jährigen Mondzyklus (nicht zu verwechseln mit dem Metonischen Zyklus, von dem dieser eine Anwendung ist). Darum kann Anatolius betrachtet werden als der Begründer des neuen alexandrinischen computus paschalis, der ein halbes Jahrhundert danach mit der aktiven Konstruktion der zweiten Version des Metonischen 19-jährigen Mondzyklus begann und letztendlich, via die Passahtafel von Bischof Theophilos von Alexandria, Dionysius Exiguus, und Beda Venerabilis, in der ganzen Christenheit für lange Zeit die Oberhand haben würde (bis ins Jahr 1582, als der Julianische Kalender durch den Gregorianischen Kalender ersetzt wurde).

## Leben
Nahezu alles, was über Anatolius bekannt ist, ist von Eusebius von Caesarea in seiner Kirchengeschichte überliefert. Anatolios stammte aus Alexandria und war kenntnisreich in Mathematik, Philosophie, Rhetorik und Astronomie. Er unterrichtete aristotelische Philosophie und hatte als angesehener Bürger einen Sitz im Senat der Stadt. Als es bei militärischen Auseinandersetzungen zu einer Belagerung seines Stadtviertels in Alexandria durch römische Soldaten kam, soll er durch geschickte Verhandlungen vielen Frauen, Kindern und Alten den Abzug ermöglicht haben. Später begab sich Anatolius nach Caesarea in Palästina, um dort vom Bischof Theotecnus zum Priester geweiht zu werden, und war als sein Helfer und Nachfolger vorgesehen. Das geschah jedoch nicht, denn als Anatolius auf dem Weg zu einem Konzil in Antiochia nach Laodicea kam, wurde ihm dort ca. 280 das Bischofsamt angetragen, da der vorherige Amtsinhaber Eusebius gerade verstorben war. Anatolius nahm das Amt an und übte es bis zu seinem Tod wenige Jahre später aus.

## Werke
Anatolius verfasste unter dem Titel Arithmerikai Eisagogai ein Lehrbuch der Arithmetik in zehn Büchern. Dieses Werk ist in Auszügen in der anonymen Schrift Theologumena arithmeticae erhalten, die früher Iamblichius von Chalkis zugeschrieben wurde. Diese Auszüge behandeln neben pythagoräischer und platonischer Zahlenmystik arithmetische Eigenschaften der Zahlen. Vielleicht waren die zehn Bücher den Zahlen von eins bis zehn zugeordnet. Darüber hinaus ist noch ein Fragment über allgemeine Fragen der Mathematik überliefert.
Außerdem verfasste Anatolius eine Schrift zu Ostern und seiner Zeitbestimmung (Canon Paschalis). Eusebius gibt sie in Auszügen in der Kirchengeschichte auf seine eigene Weise wieder. Das siebzehn Jahrhunderte alte Enigma seines 19-jährigen Paschazyklus (nicht zu verwechseln mit dem Paschazyklus der Byzantinisch Orthodoxen Kirchen) wurde kürzlich vollständig gelöst von den irischen Gelehrten Daniel P. Mc Carthy und Aidan Breen. Dieser berühmte Paschazyklus ist erhalten geblieben in sieben unterschiedlichen vollständigen mittelalterlichen Manuskripten des lateinischen Textes De ratione paschali. Zwischen Anatolius’ 19-jährigen Mondzyklus und dem (letztendlich gewählten) klassischen alexandrinischen Mondzyklus, der in Dionysius Exiguus’ Passahtafel und in der Ostertafel von Beda Venerabilis enthalten ist, besteht eine Kluft von 2 Tagen, die datiert von vor dem ersten Konzil von Nicaea. Der Metonische 19-jährige Mondzyklus, den man heute den klassischen alexandrinischen Mondzyklus nennt, ist derjenige, der im fünften Jahrhundert von Annianus vorgestellt und von Bischof Kyrill von Alexandria adoptiert wurde.